# 新塞利夫卡 (阿爾切夫斯克區)
48°23′19″N 38°41′44″E / 48.38861°N 38.69556°E
新塞利夫卡（烏克蘭語：Новоселівка）是位於烏克蘭東部的村莊，由盧甘斯克州阿爾切夫斯克區的阿爾切夫斯克市鎮負責管轄。該村始建於1952年，面積0.005平方公里，海拔高度149米，2001年人口119，人口密度每平方公里23,800人。